# Jesús Savigne
Jesús Savigne Savigne (ur. 15 marca 1953 w Hawanie) – kubański siatkarz, medalista igrzysk olimpijskich.

## Życiorys
Savigne był w składzie reprezentacji Kuby, która zdobyła złoty medal na igrzyskach panamerykańskich 1975 w Meksyku. Wystąpił na igrzyskach olimpijskich 1976 w Montrealu. Zagrał wówczas we wszystkich czterech meczach fazy grupowej, przegranym półfinale ze Związkiem Radzieckim oraz zwycięskim pojedynku o brąz z Japonią.
W maju 2015 został trenerem tureckiego klubu Tokat Belediye Plevnespor. Z funkcji tej zrezygnował w marcu 2016.